# Стара Гута (округ Детва)
Стара Гута (словац. Stará Huta) — село, громада в окрузі Детва, Банськобистрицький край, Словаччина. Кадастрова площа громади — 24,58 км². Станом на 31 грудня 2015 року в селі проживав 341 житель.

## Історія
Перші згадки про село датуються 1350 роком.

## Населення
| Рік:            | 1994. | 2004.    | 2014.    | 2024.   |
| --------------- | ----- | -------- | -------- | ------- |
| Кількість осіб: | 422   | 377      | 335      | 302     |
| Різниця:        |       | -10,66 % | -11,14 % | -9,85 % |

| Рік:            | 2023. | 2024.   |
| --------------- | ----- | ------- |
| Кількість осіб: | 309   | 302     |
| Різниця:        |       | -2,26 % |